# Super Lovers
Super Lovers (スーパーラヴァーズ Sūpāravāzu) là một series manga Nhật Bản, xuất bản lần đầu trên tạp chí Emerald bởi Miyuki Abe, tác giả của manga: Hakkenden: Eight Dogs of the East. Một bộ anime cùng tên đã được công chiếu vào tháng 4 năm 2016. Mùa 2 của bộ phim được công chiếu vào tháng 1 năm 2017.

## Nội dung
Haru đến Canada, giành cả kỳ nghỉ hè của mình ở căn nhà trong rừng của mẹ cậu - Haruko.
Haruko có ý định nói dối Haru rằng mình đang "bên bờ vực của cái chết" để Haru chịu đi đến nhà của Haruko. Khi Haru đến thì cậu nhận ra mình đã bị lừa và  biết rằng mục đích thật sự của Haruko là bắt cậu chăm sóc Ren - đứa con nuôi cô mới nhận về từ trại mồ côi. Ren là một cậu bé người Nhật bị bỏ rơi tại Canada, cậu có thân hình nhỏ bé nhưng hiếu động, không tin tưởng bất cứ ai và chỉ chơi với đàn chó của Haruko. Haruko yêu cầu Haru chăm sóc cho Ren đến cuối mùa hè.
Haru cố gắng làm mọi việc và chăm sóc Ren rất ân cần nên quan hệ của họ dần được cải thiện. Sau khi tốt nghiệp trung học, Haru có ý định đưa Ren về Nhật sống cùng nhau. Thế nhưng, khi hết hè Haru quay về Nhật thì một tai nạn đã xảy đến, bố và mẹ kế của Haru qua đời, còn cậu bị mất trí nhớ trong quá khứ đặc biệt là kì nghỉ hè ở Canada đó.
5 năm sau, Ren tới Tokyo và nhận Haru là anh trai trong khi cậu chưa nhớ lại được khoảng thời gian ở kì nghỉ mùa hè sống cùng Ren lúc đó. Haru sẽ phải xử lý cuộc sống sắp tới như thế nào? Liệu cậu có thể mang lại một hứa hẹn mới cho Ren?
Phần 2 bất ngờ em họ của Haru xuất hiện - Natsu đã gây ra nhiều rắc rối cho gia đình Kaidou, đặc biệt là Ren, liệu họ sẽ giải quyết như thế nào  ?

## Nhân vật

### Gia đình nhà Kaidō
Haru Kaidō (海棠 晴 Kaidō Haru) 
Ren Kaidō (海棠 零 Kaidō Ren) 
Aki Kaidō (海棠 亜樹 Kaidō Aki) 
Shima Kaidō (海棠 蒔麻 Kaidō Shima) 
Takashi Kaidō (海棠 崇 Kaidō Takashi) 
Ruri Kaidō (海棠 留理 Kaidō Ruri) 

### Những người khác
Ikuyoshi Sasaki (佐々木 郁芳 Sasaki Ikuyoshi)
Một cựu tiếp viên và là đồng nghiệp của Haru với một thái độ thân thiện và vui vẻ. Anh ngưỡng mộ Haru và theo anh làm việc ở quán cafe White Fang, nơi anh cung cấp thực phẩm vì gia đình anh ở nông thôn. Anh âu yếm gọi Ren là Ren Ren.
Jūzen Kurosaki (黒崎 十全 Kurosaki Jūzen)
Haruko D. Dieckmann (春子・D・ディークマン Haruko Di Dīkuman)
Mikiko Kashiwagi (柏木 幹子 Kashiwagi Mikiko)
Kiri Kondō (近藤 紀里 Kondō Kiri)
Seiji Takamori (高森 清次 Takamori Seiji)/Kiyoka (清華 Kiyoka)
Ai Natsukawa (愛ちゃん)
Mimi Anzai (安西 ミミ Anzai Mimi)
Wakana Anzai (安西 若菜 Anzai Wakana)

## Truyền thông

### Manga
Abe bắt đầu xuất bản Super Lovers ở tạp chí Ciel của Kadokawa vào năm 2009, trước khi chuyển sang tạp chí Emerald từ khi bắt đầu xuất bản vào ngày 13 tháng 8 năm 2014. 18 tập đã được xuất bản vào tháng 8 năm 2024.

#### Danh sách tập
| STT | Ngày xuất bản ở Nhật Bản  | ISBN Nhật Bản          |
| --- | ------------------------- | ---------------------- |
| 1.  | Ngày 28 tháng 7 năm 2010  | ISBN 978-4-04-854500-6 |
| 2.  | Ngày 26 tháng 11 năm 2010 | ISBN 978-4-04-854562-4 |
| 3.  | Ngày 28 tháng 6 năm 2011  | ISBN 978-4-04-854644-7 |
| 4.  | Ngày 28 tháng 11 năm 2011 | ISBN 978-4-04-120074-2 |
| 5.  | Ngày 30 tháng 8 năm 2012  | ISBN 978-4-04-120388-0 |
| 6.  | Ngày 1 tháng 11 năm 2013  | ISBN 978-4-04-120900-4 |
| 7.  | Ngày 1 tháng 8 năm 2014   | ISBN 978-4-04-101894-1 |
| 8.  | Ngày 1 tháng 8 năm 2015   | ISBN 978-4-04-103300-5 |
| 9.  | Ngày 30 tháng 4 năm 2016  | ISBN 978-4-04-104150-5 |
| 10. | Ngày 1 tháng 1 năm 2017   | ISBN 978-4-04-104151-2 |
| 11. | Ngày 1 tháng 9 năm 2017   | ISBN 978-4-04-105295-2 |
| 12. | Ngày 28 tháng 12 năm 2018 | ISBN 978-4-04-107622-4 |
| 13. | Ngày 30 tháng 8 năm 2019  | ISBN 978-4-04-108600-1 |
| 14. | Ngày 1 tháng 9 năm 2020   | ISBN 978-4-04-109799-1 |
| 15. | Ngày 1 tháng 9 năm 2021   | ISBN 978-4-04-111665-4 |
| 16. | Ngày 1 tháng 9 năm 2022   | ISBN 978-4-04-112834-3 |
| 17. | Ngày 1 tháng 9 năm 2023   | ISBN 978-4-04-113998-1 |
| 18. | Ngày 30 tháng 8 năm 2024  | ISBN 978-4-04-115199-0 |
| 19. | Ngày 1 tháng 9 năm 2025   |                        |

### Anime
Một bộ phim anime dựa trên được thông báo bằng giấy thông báo bao gồm tái bản một trong những manga √W.P.B. của Shungiku Nakamura. Bộ phim được chỉ đạo Shinji Ishihira và được viết bởi Yoshiko Nakamura, với nhà xuất phim hoạt hình bởi xưởng phim hoạt hình Studio Deen. Miki Takihara phụ trách thiết kế nhân vật. Bài hát mở đầu là Okaeri bởi Yata Yūsuke và bài hát kết thúc là Happiness YOU&ME bởi 4 anh em nhà Kaidō (diễn viên lồng tiếng nam của Ren, Haru, Aki và Shima).
Series bao gồm 10 tập đã được công chiếu vào ngày 6 tháng 4 năm 2016, và phát trên Tokyo MX, Sun TV, BS11, Chiba TV, TVK, Mie TV, Đài phát thanh Kyushu TVQ, Đài phát thanh Gifu và TV Saitama.
Một bộ OVA dài 20 phút sẽ bao gồm với tập 10 của manga khi nó công chiếu vào ngày 1 tháng 1 năm 2017.
Mùa 2 của bộ phim anime được thông báo trong tập cuối của mùa 1. Bộ phim được lên lịch phát sóng vào tháng 1 năm 2017.

#### Danh sách tập
| STT | Tên tập           | Lịch công chiếu          |
| --- | ----------------- | ------------------------ |
| 1.  | "Forest Green"    | Ngày 6 tháng 4 năm 2016  |
| 2.  | "Black Eye"       | Ngày 13 tháng 4 năm 2016 |
| 3.  | "White Christmas" | Ngày 20 tháng 4 năm 2016 |
| 4.  | "Young Grass"     | Ngày 27 tháng 4 năm 2016 |
| 5.  | "Cherry Blossom"  | Ngày 4 tháng 5 năm 2016  |
| 6.  | "Cloudy Sky"      | Ngày 11 tháng 5 năm 2016 |
| 7.  | "White Fang"      | Ngày 18 tháng 5 năm 2016 |
| 8.  | "Blue Sky"        | Ngày 25 tháng 5 năm 2016 |
| 9.  | "Rainy Season"    | Ngày 1 tháng 6 năm 2016  |
| 10. | "Summer Storm"    | Ngày 8 tháng 6 năm 2016  |